# Acanthoaxis wirtzi
Acanthoaxis wirtzi van Ofwegen & McFadden, 2010 è un ottocorallo dell'ordine Alcyonacea la cui collocazione tassonomica non è del tutto definita. È l'unica specie della famiglia Acanthoaxiidae e del genere Acanthoaxis.

## Descrizione
Il nome del genere Acanthoaxis deriva dalle parole latine acanto, una pianta sempreverde dalle foglie appuntite e axis (asse, tavola) che indica appunto l'asse spinoso.
Questa specie forma colonie arborescenti con un asse proteinico con un nucleo centrale stretto, cavo, morbido, a camera incrociata e spine prominenti sulla sua superficie. Polipi e cenenchima sono privi di scleriti calcarei.

## Tassonomia
La specie è stata descritta per la prima volta nel 2010 a partire da un olotipo raccolto nel 2007 al largo dell'isola di Botha a circa 1 km al largo della costa del Camerun presso Limbe. Le insolite caratteristiche di questa specie (mancanza di scleriti e l'insolita morfologia assiale) hanno reso impossibile catalogarla all'interno di famiglie preesistenti. Infatti i Gorgoniidae hanno un nucleo centrale stretto, cavo, morbido, a camera incrociata in comune con Acanthoaxis, ma mancano le spine sulla superficie dorsali dell'asse; per contro i Dendrobrachiidae hanno spine sulla superficie dell'asse in comune con Acanthoaxis, ma differiscono per mancanza di uno nucleo centrale cavo. Si è pertanto reso necessario definire oltre al nuovo genere Acanthoaxis  la nuova famiglia Acanthoaxiidae.
Uno studio molecolare del 2006 basato sui geni mitocondriali ha posizionato il genere suddetto nel clade Holaxonia–Alcyoniina di Octocorallia, ma altre discrepanze morfologiche non hanno consentito di attribuire il genere e la famiglia a uno specifico sottordine, che è rimasto pertanto indefinito.